# Кардинал
Вижте пояснителната страница за други значения на Кардинал.
Кардиналите (на латински: cardinalis, основен) са най-висшите служители в йерархията на католическата църква, чието задължение е да помагат на папата. Кардиналите се назначават лично от римския папа. Понастоящем в сан кардинал се издигат епископи или архиепископи. Въпреки че чисто юридически кардинали могат да бъдат свещеници и дори най-обикновени миряни, практиката в католическата църква е на този пост да бъдат издигани само висши духовни лица, каквито именно са епископите и архиепископите.
Кардиналите са членове на Кардиналската колегия. Единият от кардиналите, който ръководи колегията, се нарича Декан. Кардиналите, които нямат навършени 80 години, участват в Конклав (букв. превод – „под ключ“). Конклавът е органът, който избира нов римски папа, след като предишният глава на Църквата е починал. Това е и органът, който управлява Римокатолическата църква в периода между двама папи.
След смъртта на папата, до избора на нов, единият от кардиналите поема функциите на временен предстоятел на Църквата и организира дейностите по погребението на починалия понтифик. Този кардинал се нарича кардинал-камерлинг. Другото име, с което е известен кардинал-камерлингът, е шамбелан на светия престол. Кардинал-камерлингът на Римокатолическата църква се назначава от римския папа приживе. Последният кардинал-камерлинг на Римокатолическата църква бе кардинал Сомало, при смъртта на папа Йоан-Павел II.